# Mazartag
Mazartag är en bergskedja i Kina. Den ligger i den autonoma regionen Xinjiang, i den nordvästra delen av landet, omkring 860 kilometer sydväst om regionhuvudstaden Ürümqi.
Genomsnittlig årsnederbörd är 63 millimeter. Den regnigaste månaden är juni, med i genomsnitt 18 mm nederbörd, och den torraste är april, med 1 mm nederbörd.